# Afrikanda
Afrikanda (Африка́нда) est un village du Grand Nord de la Russie situé au-delà du  cercle arctique dans l'oblast de Mourmansk. Il fait partie du district municipal de la ville de Poliarnye Zori.

## Histoire
Le village s'est formé autour de la gare de chemin de fer construite en décembre 1925. Il a eu de 1935 à 2004 le statut de village de type urbain.

Afrikanda-2 en avril 2014.

## Population
Selon le recensement de 2010, Afrikanda comptait 1 644 habitants,. Il a connu son pic de population en 1989 avec 3 469 habitants. La population n'a cessé de diminuer depuis cette date.

## Infrastructures

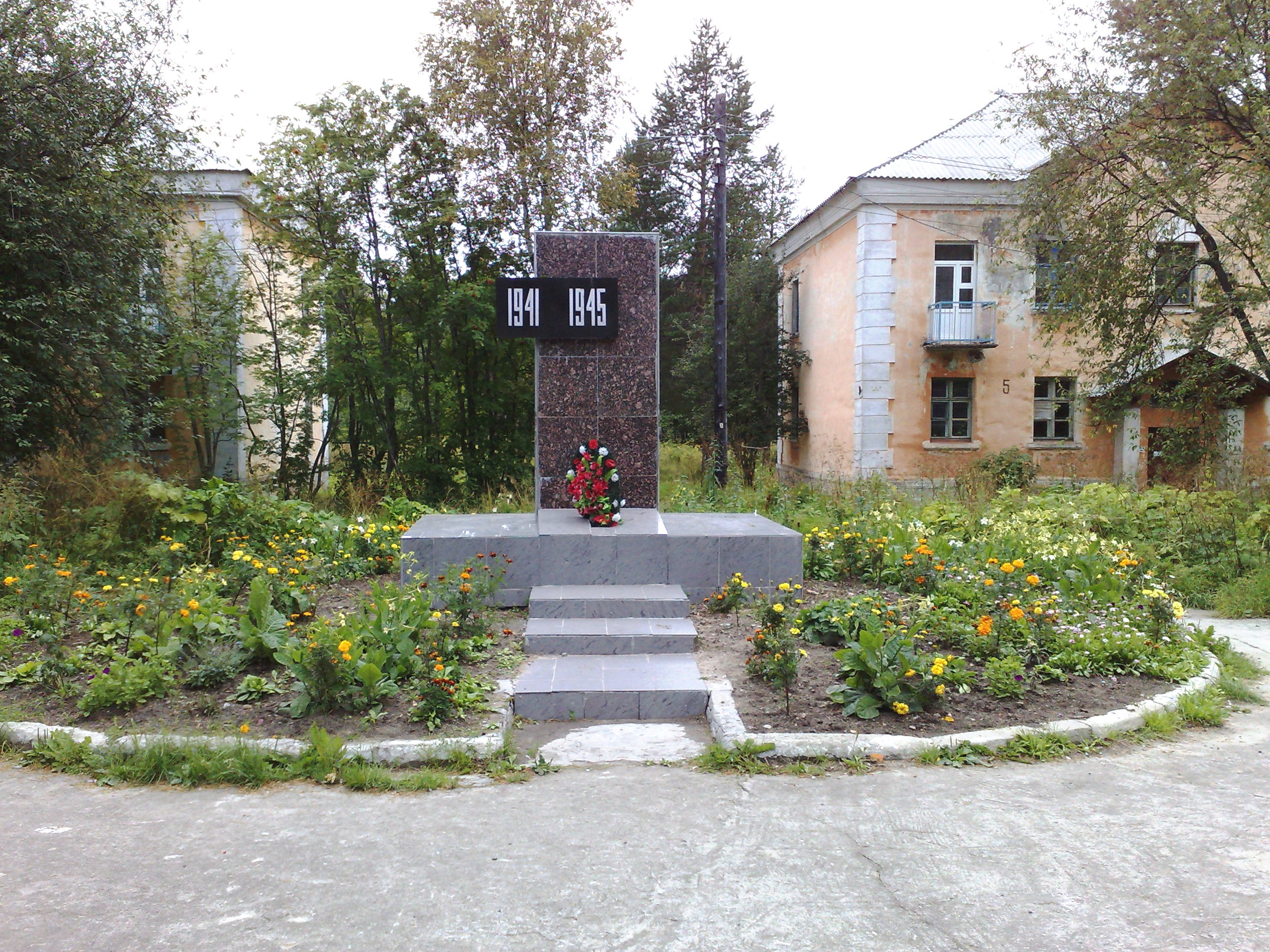
Monument aux morts.

Afrikanda est divisée en deux parties : Afrikanda-1 (ancien quartier militaire) et Afrikanda-2. Le village possède un jardin d'enfants, une école moyenne, une clinique, une maison de la culture, plusieurs petits supermarchés, une agence de la Sberbank, une poste et une petite église orthodoxe.
Le territoire d'Afrikanda accueille la base aérienne d'Afrikanda, dissoute en 2001. Elle servait à un régiment d'avions chasseurs (chasseurs intercepteurs) PVO, de la 20e armée  de défense aérienne de la 6e brigade de lanceurs de missiles (le 470e régiment d'aviation de chasseurs intercepteurs de la garde), qui était basé au village de Pinozéro.
À côté du quartier militaire, se trouve Afrikanda-2 où demeurent des employés d'usine, mais  la principale usine de transformation a fermé ses portes. Après le départ des militaires d'Afrikanda-1, ce quartier s'est vidé de ses habitants et les immeubles d'habitations sont tombés en ruines. Il n'en reste plus que deux habités en 2020. Afrikanda-2 connaît un sort meilleur grâce à sa proximité avec Poliarnye Zori et ses liaisons en autocars. Elles servent quotidiennement aux employés travaillant dans cette ville, ou à la centrale hydroélectrique de Niva-1, ou encore à la centrale nucléaire de Kola.
Entre les deux quartiers d'Afrikanda, une vaste zone s'étend qui comprend des perspectives plus prometteuses avec des gisements de perovskite servant à la production de titane, ainsi que d'autres minerais rares d'importance stratégique pour le pays. Cela pourrait donner un avenir à cette zone géographique.

## Transports
Une ligne régulière d'autocars fonctionne entre Afrikanda et Poliarnye Zori (n° 122), ainsi qu'une petite ligne électrique de chemin de fer (gare Afrikanda à Afrikanda-1) qui va jusqu'à Kandalakcha et Apatity.